# Vader Abraham
Pierre Kartner alias Vader Abraham, né le 11 avril 1935 à Elst et mort le 8 novembre 2022, est un chanteur néerlandais.

## Carrière
On lui doit notamment Au pays des Schtroumpfs en 1977. Vader Abraham est aussi l'auteur de Het kleine café aan de haven, repris en français par Mireille Mathieu sous le nom Le Vieux café de la rue d'Amérique et Joe Dassin Le Café des Trois Colombes.
En 1971, il chante avec Wilma Landkroon la chanson Zou Het Erg Zijn (n° 1 en Pays-Bas).
Il est également l'auteur et compositeur de deux chansons représentant les Pays-Bas au Concours Eurovision de la chanson, la première chanson de 1973 s'intitulant De oude muzikant interprétée par Ben Cramer et la deuxième chanson de 2010 s'intitulant Ik ben verliefd Shalalie.
Il meurt le 8 novembre 2022,.